# Äijäjärvi (södra)
Äijäjärvi är den södra av två sjöar i kommunen Enontekis i landskapet Lappland i Finland. Arean är 39 hektar och strandlinjen är 3,9 kilometer lång. Sjön  ingår i Torne älvs huvudavrinningsområde.   Den ligger omkring 220 kilometer nordväst om Rovaniemi och omkring 900 kilometer norr om Helsingfors. 
Äijäjärvi ligger söder om Äijäjärvi. 